# 香港沃土發展社
香港沃土發展社(Institute For Integrated Rural Development, Hong Kong)是一家香港的小型慈善機構，非牟利組織，主要工作集中在內地貧困山區進行助學，也有教師培訓、資助，以及醫療等項目，藉此協助中國貧困農村的發展。

## 簡史
沃土發展社由香港大學學生組織「中國教育小組」的創會成員於1995年（大學畢業後）成立。2007年成為社聯機構會員及「惠施網」(Wise Giving)認可的慈善機構成員。

## 成員
目前除十一名內地職員及兩名香港職員外，所有顧問及成員均為義務性質。

## 主要工作
沃土社主要工作是以資助、研究和發展項目，協助貧困農村的教育、環境、經濟、文化、社會及衛生方面的發展。民間獨立評級機構明施慎選iDonate在2011年6月對沃土社的評級報告指，沃土社「多年來的項目集中在助學工作，近年開展了教師培訓及資助、經濟發展，與及醫療等方面的項目」。他們會親身到受助地區進行評估、研究並設計項目，並定期到項目點監察捐款是否得到妥善運用。個別的項目具體如下：

### 小黑板計劃
助學、援助建校，及支援和獎勵貧困地區教師。 

### 甜地計劃
結合貧困地區的職業教育和經濟發展，使當地居民能得到教育發展的好處，在社會經濟文化上也得到提升。

### 聽筒計劃
推動農民合作醫療，以農民力量配合政府政策，使農民可享用低成本高效益的健康服務，避免出現「因貧致病，因病返貧」的惡性循環局面。

### 研究和出版
提供內地農村的資訊，持續進行研究和評估，推動農村發展。

## 項目點
沃土社目前主要在湖南省湘西自治州的國家級貧困縣──古丈縣、保靖縣，及貴州省沿河縣推行工作。

## 外間評價
民間獨立評級機構明施慎選iDonate在2011年6月給沃土社進行評級，指該機構規模很小，但「籌款效益不俗……各項指標拿滿分，極度難得」，行政費只佔總支出1%，而資助超過六百二十名學生，診所則為約一萬三千七百名農民（以婦孺為主）進行身體檢查及治療。且透明度高，沃土的官方網站每2-3個月就能提供一份服務報告。目前「入不敷支，錄得虧損」，現時（2011年6月）持有的現金約可多營運十四個月。

## 外部連結
- 官方網站 （页面存档备份，存于）
- 明施慎選iDonate對沃土社的評級報告
- 香港“沃土发展社”情牵保靖农村教育 （页面存档备份，存于）